# Sybra multifuscofasciata
Sybra multifuscofasciata är en skalbaggsart som beskrevs av Stefan von Breuning 1965. Sybra multifuscofasciata ingår i släktet Sybra och familjen långhorningar.
Artens utbredningsområde är Laos. Inga underarter finns listade i Catalogue of Life.